# Coppa delle Coppe (calcio a 5)
La Coppa delle Coppe di calcio a 5 (in spagnolo "Recopa de Europa de fútbol sala") è stata una competizione a carattere annuale riservata ai club di calcio a 5 d'Europa, vincitori delle rispettive coppe nazionali. Organizzata dalla LNFS, non fu mai riconosciuta dalla UEFA.

## Storia
Disputatasi per la prima volta nella stagione 2002-03, la fase finale veniva disputata tra i detentori della edizione precedente, la squadra ospitante e quattro formazioni giunte all'ultimo atto dopo una selezione a eliminazione diretta.

## Albo d'oro
| Anno      | Finale 1º/2º posto | Finale 1º/2º posto  | Finale 1º/2º posto | 3º/4º posto       | 3º/4º posto         | 3º/4º posto      |
| Anno      | Vincitore          | Punteggio           | Secondo posto      | Terzo posto       | Punteggio           | Quarto posto     |
| --------- | ------------------ | ------------------- | ------------------ | ----------------- | ------------------- | ---------------- |
| 1989-1990 | Barcellona         | 3-1                 | Roma RCB           | -                 | -                   | -                |
| 1990-2001 | non disputata      | non disputata       | non disputata      | non disputata     | non disputata       | non disputata    |
| 2001-2002 | Alfa Ekaterinburg  | 3-2                 | Augusta            | Jorge Antunes     | 6-1                 | Square Dubrovnik |
| 2002-2003 | non disputata      | non disputata       | non disputata      | non disputata     | non disputata       | non disputata    |
| 2003-2004 | ElPozo Murcia      | 7-3                 | Freixieiro         | Kickers Charleroi | Girone all'italiana | Marbo Belgrado   |
| 2004-2005 | non disputata      | non disputata       | non disputata      | non disputata     | non disputata       | non disputata    |
| 2005-2006 | Prone Lugo         | 4-0                 | Boavista           | Nepi              | 5-3                 | Spalato          |
| 2006-2007 | Santiago           | 5-3 (dts)           | Benfica            | Luparense         | 7-3                 | Spartak Ščëlkovo |
| 2007-2008 | Inter              | 6-4                 | Santiago           | Montesilvano      | 4-2                 | Aqtóbe           |
| 2008-2011 | non disputata      | non disputata       | non disputata      | non disputata     | non disputata       | non disputata    |
| 2011-2012 | Gazprom Jugra      | Girone all'italiana | Mapid Minsk        | Tulpar            | Girone all'italiana | Marbo Intermezzo |

## Statistiche

### Edizioni vinte e secondi posti per squadra
| Squadra           | Nazione     | Vittorie | Secondi posti | Anni vittorie | Anni secondi posti |
| ----------------- | ----------- | -------- | ------------- | ------------- | ------------------ |
| Santiago          | Spagna      | 1        | 1             | 2006-2007     | 2007-2008          |
| Barcellona        | Spagna      | 1        | -             | 1989-1990     | -                  |
| Alfa Ekaterinburg | Russia      | 1        | -             | 2001-2002     | -                  |
| ElPozo Murcia     | Spagna      | 1        | -             | 2003-2004     | -                  |
| Prone Lugo        | Spagna      | 1        | -             | 2005-2006     | -                  |
| Inter             | Spagna      | 1        | -             | 2007-2008     | -                  |
| Gazprom Jugra     | Russia      | 1        | -             | 2011-2012     | -                  |
| Roma RCB          | Italia      | -        | 1             | -             | 1989-1990          |
| Augusta           | Italia      | -        | 1             | -             | 2001-2002          |
| Freixieiro        | Portogallo  | -        | 1             | -             | 2003-2004          |
| Boavista          | Portogallo  | -        | 1             | -             | 2005-2006          |
| Benfica           | Portogallo  | -        | 1             | -             | 2006-2007          |
| Mapid Minsk       | Bielorussia | -        | 1             | -             | 2011-2012          |

### Edizioni vinte e secondi posti per nazione
| Nazione     | Vittorie | Secondi posti | Anni vittorie                                                              | Anni secondi posti                        |
| ----------- | -------- | ------------- | -------------------------------------------------------------------------- | ----------------------------------------- |
| Spagna      | 5        | 1             | Barcellona (1), ElPozo Murcia (1), Prone Lugo (1), Santiago (1), Inter (1) | Santiago (1)                              |
| Russia      | 2        | -             | Alfa Ekaterinburg (1), Gazprom Jugra (1)                                   | -                                         |
| Portogallo  | -        | 3             | -                                                                          | Freixieiro (1), Boavista (1), Benfica (1) |
| Italia      | -        | 2             | -                                                                          | Roma RCB (1), Augusta (1)                 |
| Bielorussia | -        | 1             | -                                                                          | Mapid Minsk (1)                           |

### Sedi delle fasi finali

#### Nazioni
| Nazione | Numero | Città | Edizioni               |
| ------- | ------ | ----- | ---------------------- |
| Spagna  | 4      | 4     | 1990, 2004, 2006, 2007 |
| Italia  | 1      | 1     | 2002                   |
| Serbia  | 1      | 1     | 2008                   |
| Russia  | 1      | 1     | 2012                   |

#### Città
| Città                  | Numero | Edizioni |
| ---------------------- | ------ | -------- |
| Barcellona             | 1      | 1990     |
| Augusta                | 1      | 2002     |
| Murcia                 | 1      | 2004     |
| Lugo                   | 1      | 2006     |
| Santiago di Compostela | 1      | 2007     |
| Niš                    | 1      | 2008     |
| Jugorsk                | 1      | 2012     |